# Krameria cytisoides
Krameria cytisoides là một loài thực vật có hoa trong họ Krameriaceae. Loài này được Cav. miêu tả khoa học đầu tiên năm 1798.